# José Manuel Botella Crespo
José Manuel Botella Crespo (Madrid, 16 de julio de 1949-Torrevieja, 22 de enero de 2021) fue un político español. Diputado nacional (1986) y diputado autonómico en las Cortes Valencianas (1991-2003). Presidente del Ateneo Mercantil de Valencia (1997-2013).

## Vida
Nacido en Madrid, su familia paterna procedía de Orihuela. Se estableció en Valencia como médico cirujano. Pronto se adentró en la política, a través de su militancia en el Partido Liberal, con el que fue elegido en coalición con Alianza Popular diputado por Cáceres a las elecciones generales (1986). En esa legislatura fue nombrado Vocal de las Comisiones de Política Social y Trabajo; y de Educación y Cultura. 
Compatibilizó su actividad política con su vocación de promoción social y cultural a través de la presidencia del Ateneo Mercantil de Valencia, en unos años difíciles (1997-2013), en los rescató a esta institución, referente de la capital del Turia. Durante esos años se produjo una fuerte crisis económica que estuvo a punto de hacer desaparecer a esta histórica entidad fundada en 1879. 
Su positiva gestión al frente del Ateneo Mercantil de Valencia lo catapultó a presidir los Ateneos de España (1999). Años después fue sustituido por Carmen de Rosa.
Posteriormente fue elegido ininterrumpidamente en tres legislaturas sucesivas, concretamente la III, IV y V legislaturas (1991-2003) diputado en las elecciones a las Cortes Valencianas. Presidió la Comisión no permanente especial para el estudio de los riesgos, prevención y situaciones de emergencia y sus consecuencias en la Comunidad Valenciana (1997-2002)
El 10 de junio de 2003 fue nombrado comisionado de la Consejería de Sanidad de la Generalitat Valenciana para la asistencia sanitaria en la zona de Torrevieja. En 2006 comenzó a funcionar el Hospital de Torrevieja.
Casado con Carmen García Feliu. El matrimonio tuvo dos hijos: María y José Manuel.